# Улица Строителей (Апатиты)
Улица Строителей — улица расположенная в Апатитах. Названа в честь строителей, построивших город Апатиты.

## Описание
Улица Строителей — самая протяжённая улица города. По задумке строителей, она должна напоминать, что на территории с суровым климатом, длинной зимой и очень коротким летом люди сумели построить в Заполярье большой город.
Все жилые дома улицы расположены на нечётной стороне улицы. На чётной стороне улицы расположены гаражи жителей города и автосервисы.

## Расположение улицы
Расположена на юге основной части города, идёт с северо-запада на юго-восток.
Начинается улица с перекрёстка улиц Козлова, Пригородной и Ферсмана. Севернее, вдоль улицы Строителей идёт улица Дзержинского до улицы Пушкина. Заканчивается улица на перекрёстке улицы Бредова, проспекта Сидоренко и улицы Победы, переходя в неё.

## Пересекает улицы

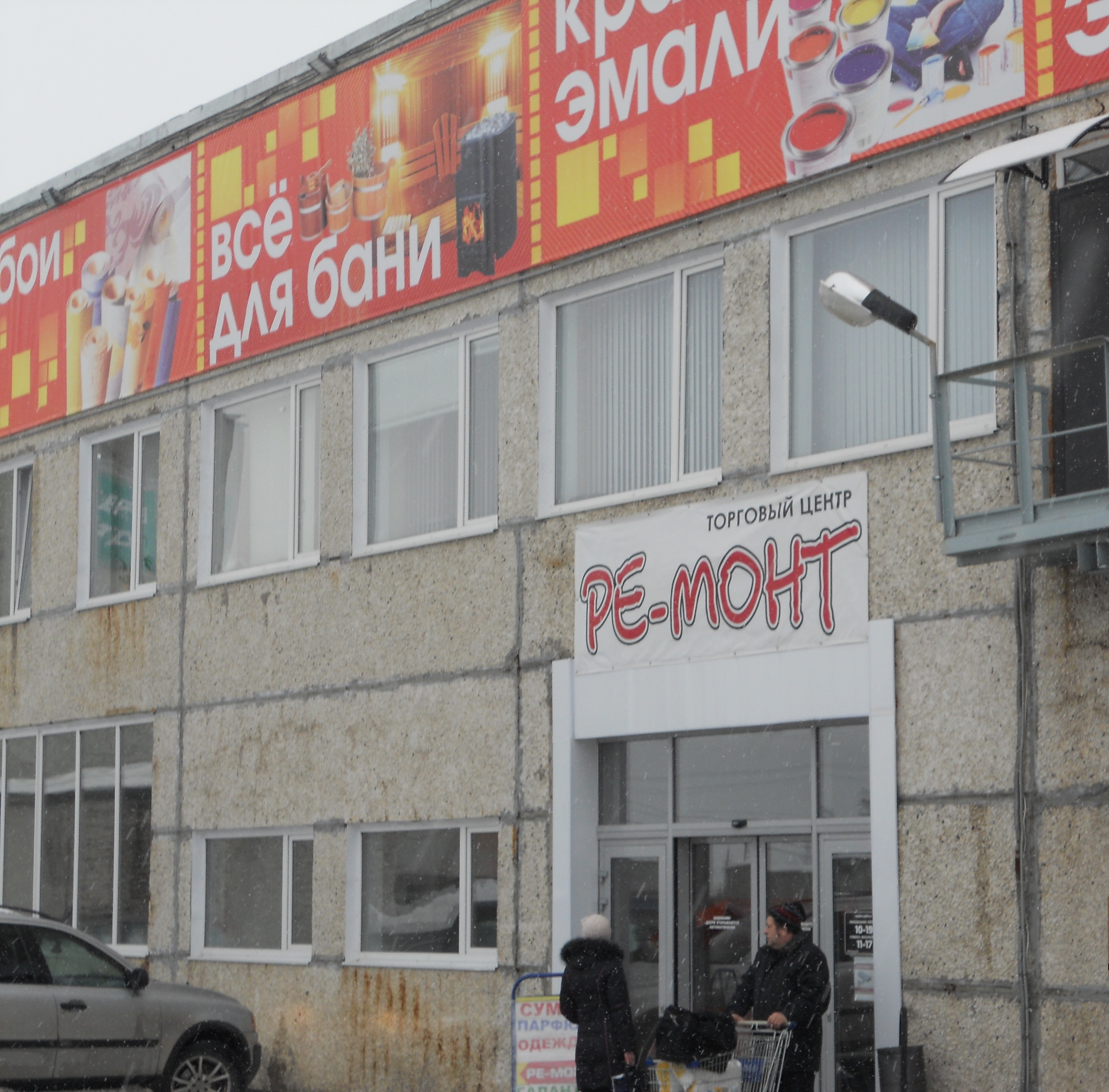
Строительный ТЦ «Ре-Монт»

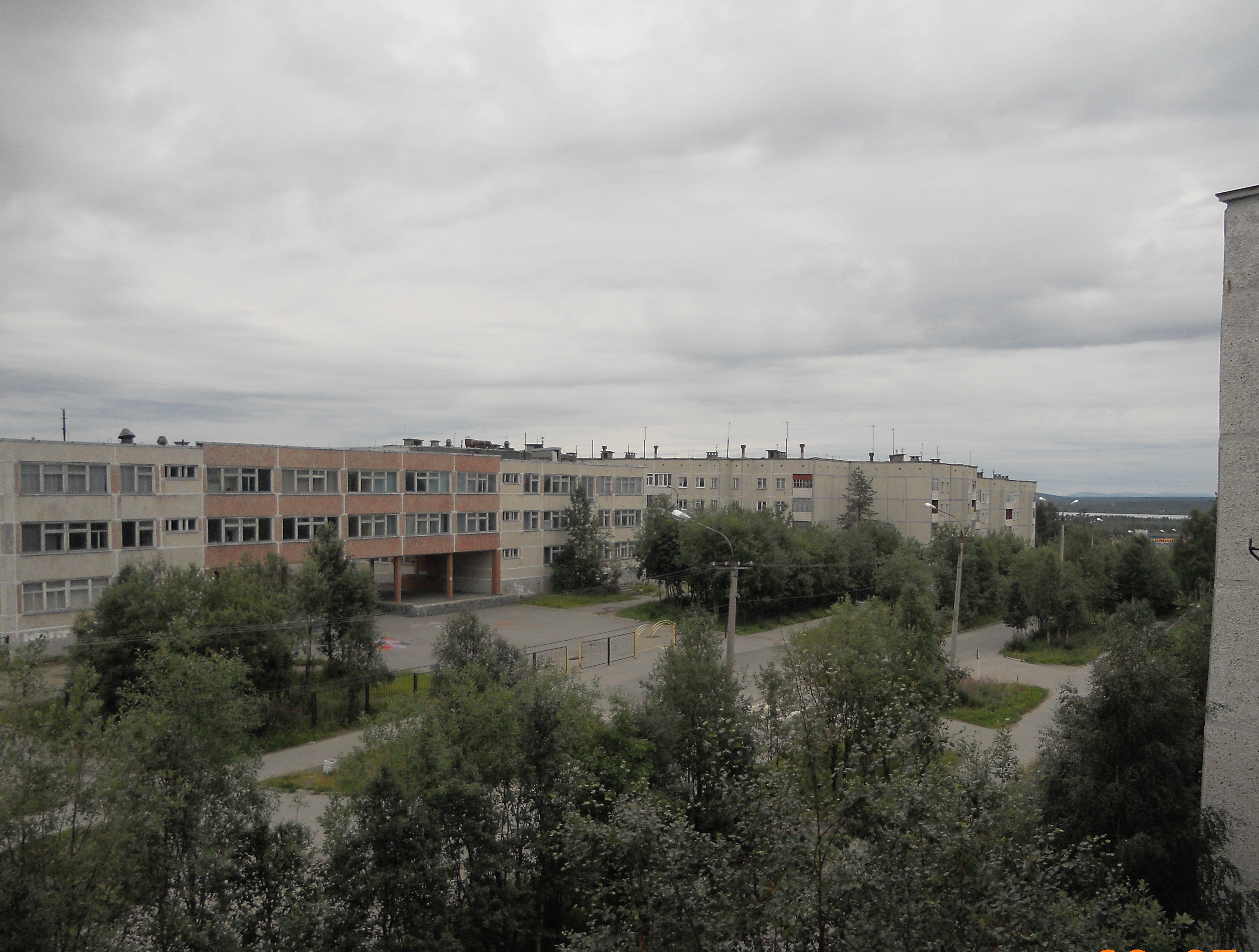
Школа № 10 Улица Строителей

- ул. Бредова
- ул. Гайдара
- ул. Козлова
- ул. Космонавтов
- ул. Победы (переходит)
- ул. Пригородная
- ул. Путейская
- ул. Пушкина
- просп. Сидоренко
- ул. Ферсмана

## Здания
- № 2 — ТЦ «Ре-Монт».
- № 2а — Ветеринарная станция.
- № 14 — Областной специализированный дом ребёнка.
- № 29а — Детский сад «Петрушка».
- № 63 — ДЮСШ № 1.
- № 73 — МБДОУ «Улыбка».
- № 83 — Налоговая инспекция.
- № 97 — Средняя школа № 10.
- № 115 — Детский сад «Катюша».
- № 117 — детский сад «Медвежонок».

## Транспорт
Через улицу ходят только маршруты ведомственных автобусов предприятий ОАО «Апатит» и ЗАО «СЗФК».